# Abante (centauro)
En la mitología griega, Abante (Ἄβας / Ábas) era uno de los centauros, hijos de Ixión y de una nube (Néfele), a la que Zeus metamorfoseó dándole la apariencia de su esposa, la diosa Hera, cuando Ixión la buscaba con la intención de violarla. De aquella extraña unión nacieron casi todos los Centauros (excepción hecha de Quirón y de Folo). El centauro Abante fue invitado, como sus hermanos, a la boda de Pirítoo con Hipodamía. Fue la boda en que lápitas y centauros se enfrentaron violentamente y murieron varios de ellos. Abante y sus hermanos hubieron de expatriarse de Tesalia, afincándose en la espesura del monte Pelión.